# Håbrandshajar
Håbrandshajar, makrillhajar eller kungshajar (Lamnidae) är en familj av stora snabbt simmande hajar. Arterna återfinns över hela jorden. I familjen återfinns bland annat arten vithaj.
Det vetenskapliga namnet för släktet Lamna som är grunden för familjens vetenskapliga namn är bildat av det grekiska ordet för haj.
Håbrandshajarna har två ryggfenor, varav den främre är stor och upprättstående. Den bakre ryggfenan och analfenan är små och obetydliga. De har vanligen spetsiga nosar och spolformade kroppar med stora gälöppningar. Den femte gälöppningen per sida ligger framför bröstfenan. I övre delen av stjärtfenan förekommer en liten men tydlig inbuktning.
Arterna i släktet Lamna blir 3 till 4 meter långa, medlemmarna i släktet Isurus är cirka 4 meter långa och vithajen är störst med en längd av 5 till 6 meter. Håbrandshajar håller alltid samma kroppstemperatur som är högre än vattnets temperatur.
Flera arter kan hoppa och makohajen når ibland 7 meter ovanför vattenytan.

## Släkten och arter
- Släktet Carcharodon (Smith, 1838)
  - Vithaj C. carcharias (Linné, 1758)
- Släktet Isurus (Rafinesque, 1810)
  - Makohaj I. oxyrinchus (Rafinesque, 1810)
  - Långfenad makohaj I. paucus (Guitart Manday, 1966)
- Släktet Lamna (Cuvier, 1816)
  - Laxhaj L. ditropis (Hubbs & Follett, 1947)
  - Håbrand L. nasus (Bonnaterre, 1788)